# Pracující chudoba
Jako pracující chudí se označují lidé, kteří i když pracují, jsou považováni za chudé. Jejich mzda je nízká ve srovnání se mzdou průměrnou nebo mediánovou. Někdy se hodnotí, zda jejich příjem přesahuje práh chudoby. Tento jev dáván do souvislosti s prekarizací práce a globalizací, v rámci které jsou trhy práce vystaveny konkurenci, jež vede ke snižování mezd. Nízké příjmy pracujících chudých jsou ze strany států kompenzovány sociálními dávkami.

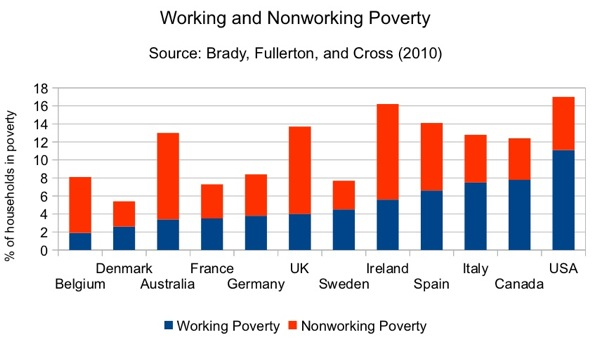
Pracující (modrá) a nepracující (červená) chudoba v demokratických zemích. Měřeno v roce 2010 pro domácnosti podle metriky: méně než 1/2 mediánu příjmu v dané zemi.

## Česká republika
Podle jedné z definic jsou pracující chudí lidé, kteří za svou práci obdrží méně než 60 % mediánu příjmu, v případě domácností se jedná o ekvivalizovaný příjem. Podle údaje uvedeného v roce 2017 v časopisu A2larm pracovala v Česku víc než pětina lidí za míň než 83 korun na hodinu. Nejnižší mzdy pobírají převážně ženy, invalidé a mladší lidé. Problém se dotýká i zaměstnanců s nízkou kvalifikací, pro které je obtížné si vyjednat vyšší platy.
Podle think-tanku Idea Cerge Jana Švejnara by se dala pracující chudoba řešit například snížením daní a odvodů u nízkých mezd. Sociolog Daniel Prokop navrhuje snížení odvodů ze špatně placených částečných úvazků. Podle ekonomky Ilony Švihlíkové by pomohlo zvyšování minimální mzdy. S tím souhlasí šéfredaktorka E15 Tereza Zavadilová, která v roce 2016 uváděla, že podle studií není prokázána souvislost mezi zvyšováním minimální mzdy a propouštěním ve firmách.
V letech 2016–2017 se problémem nízkopříjmových zaměstnání v Česku zabývala novinářka Saša Uhlová, která se jako novinářka v utajení nechala zaměstnat v několika nízkopříjmových zaměstnáních. Ze spolupráce s režisérkou Apolenou Rychlíkovou vzešel dokument Hranice práce (2017) z cyklu Český žurnál, sama Uhlová své zážitky zpracovala v knize Hrdinové kapitalistické práce (2018).